# Cardassia Prime

De geografie van Cardassia Prime volgens Star Trek Roleplaying Game.

De Cardassia Prime is een fictieve planeet in de televisieserie Star Trek. De planeet is arm aan grondstoffen. Het is er vaak erg bewolkt, waardoor een broeikaseffect ontstaat. Hierdoor is het erg warm op Cardassia Prime.
Cardassia Prime is ongeveer 50 lichtjaar verwijderd van de dichtstbijzijnde Federatie-grens. Op 5,25 lichtjaar ligt de planeet Bajor.